# Daws Butler
Daws Butler (16. november 1916 i New York, USA) - 18. maj 1988) var en amerikansk tegnefilmsdubber. Han var bedst kendt som stemmen bag Elroy Jetson i Familien Jetson, og som Scooby-Dum i Scooby-Doo.